# 渭阳街道
渭阳街道，是中华人民共和国陕西省咸陽市渭城区下辖的一个乡镇级行政单位。

## 行政区划
渭阳街道下辖以下地区：
滨河社区、金旭路社区、文科路社区、文林路社区、三普社区、长庆昌源社区、双泉村、马家堡村、杜家堡村、张家堡村、塔尔坡村、李家堡村、西耳村、碱滩村、任家咀村、金家庄村、团结村、旭鹏村、利民村和光辉村。